# XDefiant
XDefiant (vorher bekannt als Tom Clancy’s XDefiant) ist ein Ego-Shooter, welcher von Ubisoft entwickelt wurde. Das Videospiel bietet eine Vielzahl von Fraktionen und Klassen, jede mit ihren eigenen einzigartigen Fähigkeiten und Waffen. Es spielt in einer Zukunftsversion der Vereinigten Staaten, in dem die Spieler in rasanten, teambasierten Multiplayer-Matches auf einer Vielzahl von Maps und Spielmodi gegeneinander antreten. Das Spiel sollte auf PlayStation 4/5, Xbox One, Xbox Series X/S und auf Windows 10 erscheinen. Der Schauplatz des Spiels dreht sich um Fraktionen namens „Defiant“, Wolves (aus Ghost Recon), Echelon (aus Splinter Cell), und die Outcasts und Cleaners (aus The Division). Fraktionen aus Far Cry und Watch Dogs sind auch geplant. Defiants sind mit Eigenschaften, Fähigkeiten, Geräten, Waffen und Gegenständen anpassbar. Das Spiel hat einen 6 gegen 6 linearen Spielmodus. Das Spiel hat visuelle Elemente aus dem Punk.

## Entwicklung
Das Spiel wurde im Juli 2021 offiziell von Ubisoft angekündigt. In Nordamerika fand eine geschlossene Testphase aus Insidern für das Spiel statt. Ein zweiter Insider Test fand im Februar 2023 statt. Die geschlossene Beta startete im April 2023. Im März 2022 wurde das Spiel als Teil der Marke Ubisoft Originals umbenannt, wobei der Titel dem Tom-Clancy-Universum entstammt. Es wird erwartet, dass es Charaktere aus anderen Ubisoft-Franchises enthalten wird. Am 3. Dezember 2024 wurde bekannt gegeben, dass das Spiel im Juni 2025 eingestellt wird. Ubisoft begründete die Entscheidung mit sinkenden Spielerzahlen und einer zunehmend stärkeren Konkurrenz in dem Genre. Obwohl das Spiel mit ambitionierten Plänen gestartet war und durch regelmäßige Updates unterstützt wurde, erreichte es nicht die erwartete Spielerbindung und Einnahmen.